# Platoecobius
Genre
Platoecobius est un genre d'araignées aranéomorphes de la famille des Oecobiidae.

## Distribution
Les espèces de ce genre se rencontrent aux États-Unis et en Argentine.

## Liste des espèces
Selon World Spider Catalog (version 15.5, 21/11/2014) :
- Platoecobius floridanus (Banks, 1896)
- Platoecobius kooch Santos & Gonzaga, 2008

## Publication originale
- Chamberlin & Ivie, 1935 : Nearctic spiders of the family Urocteidae. Annals of the Entomological Society of America, vol. 28, no 2, p. 265-272.